# Rudolf Friewald
Rudolf Friewald (* 8. Mai 1961 in Wien) ist ein österreichischer Politiker (ÖVP) und Landwirt. Friewald war Bürgermeister von Michelhausen und war von 1990 bis 2008 Abgeordneter zum Landtag von Niederösterreich.

## Leben
Friewald besuchte nach der Volksschule das Untergymnasium und das Francisco-Josephinum in Wieselburg. Danach absolvierte er die landwirtschaftliche Fachschule Tulln sowie die landwirtschaftliche Berufsschule Laa an der Thaya und schloss seine Ausbildung als Landwirtschaftsmeister ab. Er arbeitete in der Folge einige Zeit in Australien und ist beruflich als Landwirt in Pixendorf tätig.
Ehrenamtlich ist er auch bei der Freiwilligen Feuerwehr in Michelhausen tätig, zuletzt als Oberbrandinspektor.
Friewald ist verheiratet und Vater einer Tochter.

## Politik
1985 wurde Friewald zum Bezirksbauernkammerrat ernannt, 1986 übernahm er die Funktion des Landesobmannstellvertreters der Jungen Volkspartei. Er ist Bezirksobmann des Niederösterreichischen Bauernbundes und ÖVP Bezirksparteiobmann.
Er wirkte von 1990 bis 1995 sowie ab 1998 als Gemeinderat in Michelhausen, stieg im Jahr 2000 zum Vizebürgermeister auf und war von 2003 bis 2021 Bürgermeister.
Zudem vertrat er die ÖVP zwischen dem 19. April 1990 und dem 10. April 2008 im Landtag von Niederösterreich, wobei er bei der Landtagswahl 2008 nicht mehr antrat.

## Auszeichnungen
- 2000: Großes Silbernes Ehrenzeichen für Verdienste um die Republik Österreich[3]